# サラン峠トンネル火災

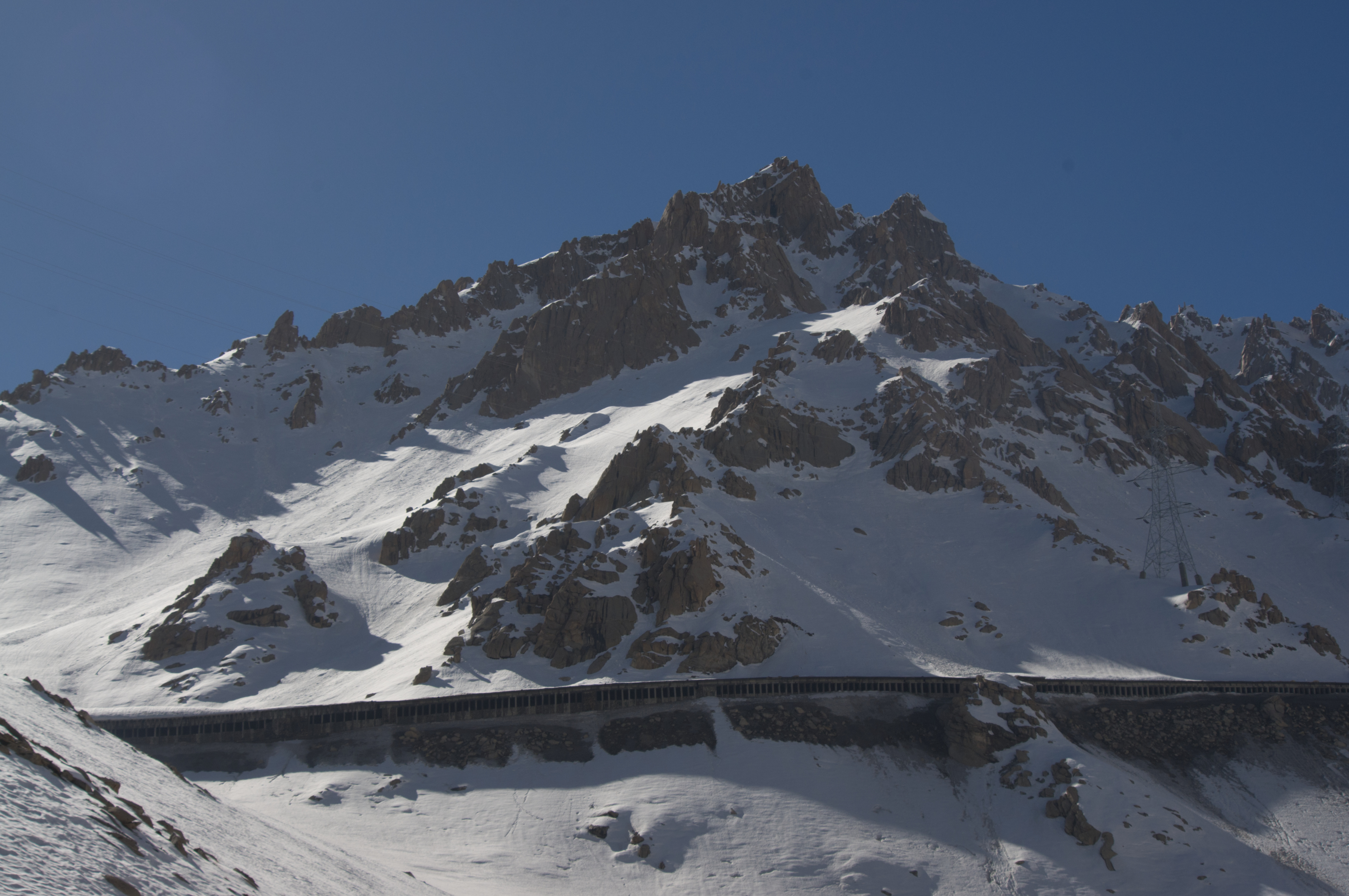
サラントンネルの遠景（2010年3月）

サラン峠トンネル火災 (英語: Salang tunnel fire) は、1982年11月3日にアフガニスタンのサラン峠にあるサラン峠トンネルで最大で2700人が死亡した可能性があるとされる火災事故である。アフガニスタン紛争中のソビエト連邦占領下で発生した事故であり詳細は明らかにされていないものの、20世紀に発生した火災事故としては多くの犠牲者を出した事故の1つであるとされている。

## 事故の背景
1964年にソ連の技術者の手で開通したサラン峠トンネルは、アフガニスタンの国土を南北に分断しているヒンドゥークシ山脈を越えるための重要な経路となっている。例えば、アフガニスタンの首都であるカブールは山脈の南に位置し、北部の主要都市のマザーリシャリーフなどへ陸路で向かう際などに重要な地点である。また、1978年に開始されたソ連軍によるアフガニスタン侵攻の際には、北方からソ連軍がカブール方面へと攻め込む際の侵攻経路となり、その後は南方への軍需物資の補給路となった場所でもあった。

## 事故の詳細
ソ連軍には戦争中に大損害を生んだ事故を隠蔽する傾向があったため、この火災事故に関する情報はほとんどが伝聞によるものである。
第1報では燃料や大砲が爆発し、最大2700人が死亡したとされた。また事件後には、西側の外交官が「タンクローリーの衝突により最大700人のソ連兵と、400人から2000人のアフガン市民が死亡した」ことを示唆している。犠牲者の死因は焼死もしくは窒息死だった。この死亡者数は、何度も下方修正された。
ソ連軍の記録によれば、1982年11月3日、軍用車2211と2212がサラン峠トンネル内で衝突事故を起こして渋滞が発生したが、火災や爆発事故は発生していないとされている。その代わり64人のソ連兵と112人のアフガン人が車のアイドリングにより一酸化炭素中毒死したとされている。アメリカの軍事評論家は、犠牲者数をソ連兵・アフガン兵100人から200人としている。
また当時この地域を旅していた旅行者は、軍用燃料輸送車がトンネル内で爆発し、連鎖爆発が起きたと報告している。事故発生後も車やトラック、バスが次々とトンネルの中に入っていったが、爆発が敵軍の攻撃によるものであることを懸念したソビエト部隊がトンネルの両端を戦車で封鎖したことで、多くの人々がトンネル内に閉じ込められ、焼死したり窒息死したり、冬の寒さを和らげるためにアイドリングを続けて一酸化炭素中毒死したりした。結果として最大700人のソ連兵と2000人のアフガン兵・市民が死亡した可能性がある。
なお、アフガニスタンの反乱軍は、この事故に関与していないと述べている。
事故に先立つ1980年2月23日には、サラン峠トンネルで同様の事故が発生し16人のソ連兵が死亡している。